# Archibald Douglas (seigneur de Liddesdale)
Pour les articles homonymes, voir Archibald Douglas.
Archibald Douglas seigneur de Liddesdale (vers 1297 – tué en 1333) est Gardien de l'Écosse en 1332-1333.

## Origine
Archibald Douglas est le fils de William Douglas le Hardy († 1298), et le demi frère cadet de James Douglas († 1330).

## Gardien de l'Écosse
Après la mort du gardien de l'Écosse Donald II, comte de Mar, tué le 11 août 1332 à la bataille de Dupplin Moor, les partisans d'Édouard Balliol font couronner le prétendant au trône à Scone le 25 septembre suivant. Toutefois de nouveaux chefs apparaissent dans le parti de David II d'Écosse dont Archibald Douglas, John Randolph, le fils de Thomas Randolph et Robert Stuart. En décembre 1332, Archibald Douglas est nommé gardien de l'Écosse et ses forces repoussent Balliol lors d'un combat à Annan, ce dernier se réfugiant à Carlisle.
Édouard Balliol rend hommage en novembre 1332 au roi Édouard III d'Angleterre qui vient assiéger Berwick avec lui de mars à juillet 1333. Archibald Douglas marche contre eux mais il est tué le 19 juillet 1333 lors de la bataille de Halidon Hill.

## Union et postérité
Archibald Douglas avait épousé Beatrice Lindsay, fille d'Alexandre Lindsay de Crawford. Dont trois enfants
- John Douglas († av 1342)
- William Douglas 1er comte de Douglas
- Eléonore Douglas qui épouse

1. Alexandre Bruce, comte de Carrick, fils naturel d'Édouard Bruce, tué en  1333 lors de la Bataille de Halidon Hill
2. Sir James Sandilands de Calder ;
3. William Tours de Dalry   († av 1368) ;
4. Duncan Wallace de Coylton († av 1376) ;
5. Patrick Hepburn de Hailes, ancêtre des comtes de Bothwell.